# Альбер Емон
Альбер Емон (фр. Albert Emon, нар. 24 червня 1956, Берр-л'Етан) — французький футболіст, що грав на позиції нападника. По завершенні ігрової кар'єри — футбольний тренер.
Виступав, зокрема, за клуб «Марсель», а також національну збірну Франції.

## Клубна кар'єра
У дорослому футболі дебютував 1971 року виступами за команду клубу «Марсель», в якій провів сім сезонів, взявши участь у 133 матчах чемпіонату. 
Згодом з 1977 по 1986 рік грав у складі команд клубів «Реймс», «Монако», «Ліон» та «Тулон».
Завершив професійну ігрову кар'єру у клубі «Канн», за команду якого виступав протягом 1986—1988 років.

## Виступи за збірну
1975 року дебютував в офіційних матчах у складі національної збірної Франції. Протягом кар'єри у національній команді, яка тривала 6 років, провів у формі головної команди країни лише 8 матчів, забивши 1 гол.

## Кар'єра тренера
Розпочав тренерську кар'єру, повернувшись до футболу після невеликої перерви, 1992 року, очоливши тренерський штаб клубу «Ніцца», з яким пропрацював до 1996 року. Частину 1997 року провів, тренуючи команду «Тулона».
2000 року у тандемі з Крістофом Галтьє тренував свій «рідний» марсельський «Олімпік». Згодом ще декілька разів повертався на тренерський місток «Марселя» — у 2001–2002, 2004 та 2006–2007 роках.
Влітку 2009 року уклав трирічний контракт з клубом «Канн», проте залишив тренерський штаб цієї команди вже 2011 року.
Наразі останнім місцем тренерської роботи був клуб «Аяччо», головним тренером команди якого Альбер Емон був до 2013 року.

## Титули і досягнення
- Чемпіон Франції (1):

«Марсель»: 1971/72
- Володар Кубка Франції (3):

«Марсель»: 1971/72, 1975/76
«Монако»: 1979/80